# Vlad Nistor
Vlad Nistor (nume întreg Gheorghe Vlad Nistor; n. 25 iulie 1954, Constanța) este un istoric român. Este profesor la catedra de Istorie Antică și Arheologie al Facultății de Istorie din cadrul Universității București, iar între anii 2004-2012 a fost Decan al acestei facultăți. Totodată, Vlad Nistor a fost director general al Institutului Diplomatic Român, din 2005 până în 2013. În perioada 1998-2000, în mandatul lui Emil Constantinescu, a fost consilier de stat la Președinția României.
Acesta a ocupat funcția de deputat în legislatura 2012-2016, iar din 2019 până în 2024 a fost europarlamentar.